# Mistrzostwa Świata w Piłce Nożnej 2022 (eliminacje strefy CAF)/Grupa E
Grupa E jest jedną z dziesięciu grup eliminacji drugiej rundy do Mistrzostw Świata 2022. Składa się z czterech niżej wymienionych reprezentacji:
- Mali
- Uganda
- Kenia
- Rwanda

Każda drużyna rozegra z każdą dwa mecze (u siebie i na wyjeździe). Mecze rozpoczną się we wrześniu 2021. Drużyna z pierwszego miejsca awansuje do trzeciej rundy.

## Tabela
| Lp. | Drużyna | M | Mecze | Mecze | Mecze | Bramki | Bramki | Bramki | Pkt |
| Lp. | Drużyna | M | W     | R     | P     | +      | −      | +/−    | Pkt |
| --- | ------- | - | ----- | ----- | ----- | ------ | ------ | ------ | --- |
| 1.  | Mali    | 6 | 5     | 1     | 0     | 11     | 0      | +11    | 16  |
| 2.  | Uganda  | 6 | 2     | 3     | 1     | 3      | 2      | +1     | 9   |
| 3.  | Kenia   | 6 | 1     | 3     | 2     | 4      | 9      | −5     | 6   |
| 4.  | Rwanda  | 6 | 0     | 1     | 5     | 2      | 9      | −7     | 1   |

## Wyniki
| 1 września 2021 21:00 CEST | Mali · A. M. Traoré 19' | 1:0(1:0)Raport | Rwanda | Stade d’Agadir, Agadir (Maroko) Sędzia: Beida Dahane |
|                            |                         |                |        |                                                      |

| 2 września 2021 18:00 CEST | Kenia | 0:0(0:0)Raport | Uganda | Nyayo National Stadium, Nairobi Sędzia: Mahmood Ali Mahmood Ismail |
|                            |       |                |        |                                                                    |

| 5 września 2021 15:00 CEST | Rwanda · Rwatubyaye 21' | 1:1(1:1)Raport | Kenia · 10' Olunga | Stade Régional Nyamirambo, Kigali Sędzia: Joseph Odey Ogabor |
|                            |                         |                |                    |                                                              |

| 6 września 2021 15:00 CEST | Uganda | 0:0(0:0)Raport | Mali | St. Mary's Stadium-Kitende, Entebbe Sędzia: Ahmad Imtehaz Heeralall |
|                            |        |                |      |                                                                     |

| 7 października 2021 18:00 CEST | Rwanda | 0:1(0:1)Raport | Uganda · 41' Bayo | Stade Régional Nyamirambo, Kigali Sędzia: Joshua Bondo |
|                                |        |                |                   |                                                        |

| 7 października 2021 21:00 CEST | Mali · A. M. Traoré 8' · Koné 22', 36', 45' (k.) · Doumbia 85' | 5:0(4:0)Raport | Kenia | Stade d’Agadir, Agadir (Maroko) Sędzia: Youssef Essrayri |
|                                |                                                                |                |       |                                                          |

| 10 października 2021 15:00 CEST | Kenia | 0:1(0:0)Raport | Mali · 55' Koné | Nyayo National Stadium, Nairobi Sędzia: Blaise Yuven Ngwa |
|                                 |       |                |                 |                                                           |

| 10 października 2021 15:00 CEST | Uganda · Bayo 22' | 1:0(1:0)Raport | Rwanda | St. Mary's Stadium-Kitende, Entebbe Sędzia: Haythem Guirat |
|                                 |                   |                |        |                                                            |

| 11 listopada 2021 14:00 CET | Uganda · Bayo 89' | 1:1(0:0)Raport | Kenia · 62' Olunga | St. Mary's Stadium-Kitende, Entebbe Sędzia: Souleiman Ahmed Djama |
|                             |                   |                |                    |                                                                   |

| 11 listopada 2021 17:00 CET | Rwanda | 0:3(0:2)Raport | Mali · 19' Djenepo · 21' Koné · 87' K. Coulibaly | Stade Régional Nyamirambo, Kigali Sędzia: Hélder Martins de Carvalho |
|                             |        |                |                                                  |                                                                      |

| 14 listopada 2021 17:00 CET | Mali · K. Coulibaly 19' | 1:0(1:0)Raport | Uganda | Stade d’Agadir, Agadir (Maroko) Sędzia: Bamlak Tessema Weyesa |
|                             |                         |                |        |                                                               |

| 15 listopada 2021 14:00 CET | Kenia · Olunga 2' · Odada 15' (k.) | 2:1(2:0)Raport | Rwanda · 66' Niyonzima | Nyayo National Stadium, Nairobi Sędzia: Celso Alvação |
|                             |                                    |                |                        |                                                       |

## Strzelcy
5 goli
- Ibrahima Koné

3 gole
- Michael Olunga
- Fahad Bayo

2 gole
- Kalifa Coulibaly
- Adama M. Traoré

1 gol
- Richard Odada
- Moussa Djenepo
- Moussa Doumbia
- Olivier Niyonzima
- Abdul Rwatubyaye